# 2010~2011년 대한민국 구제역 확산
2010~2011년 대한민국 구제역 확산은 2010년 11월부터 2011년 4월까지 대한민국에서 구제역이 확산된 사건을 말한다. 2010년 11월의 유행이 2011년 4월까지 계속되다가 확산세가 꺾여 5월 21일부로 추가 확산 신고는 없다. 2011년 3월 24일 대한민국 정부는 구제역이 종식되었음을 선언했으나, 4월 중순에 영천시에서 일부 돼지가 구제역에 감염된 것으로 확인되었다. 이 구제역은 서울특별시, 전라남도, 전라북도, 제주특별자치도를 제외한 전국에 확산되었다. 살처분 피해액은 3조원이었고 350만 마리 이상의 가축이 살처분되었다.

## 구제역 발생 일지

### 2011년 2~4월
- 2011년 4월 16일 - 경상북도 영천시서 돼지 구제역 발생. 4월 19일과 21일에도 영천시에서 구제역 발생.
- 2011년 2월 25일 - 울산광역시 울주군에서 돼지 구제역 발생.
- 2011년 2월 18일 - 경상북도 청도군, 충청남도 태안군에서 돼지 구제역 발생.
- 2011년 2월 14일 - 대전광역시에서 돼지 구제역 발생.(발생농가 모돈, 비육돈 모두 매몰처리)
- 2011년 2월 6일 - 부산광역시에서 돼지, 염소 등 568마리 구제역 확인됨.
- 2011년 2월 5일 - 충청남도 천안시 성환읍 국립축산과학원에서 돼지 구제역 확인됨.
- 2011년 2월 4일 - 경상북도 경산시에서 돼지 구제역 발생.
- 2011년 2월 2일 - 경상북도 울진군에서 한우, 돼지 구제역 발생.
- 2011년 2월 1일 - 충청남도 홍성에서 돼지 구제역 발생.

### 2011년 1월
- 2011년 1월 31일 - 충청남도 연기군에서 돼지 구제역 발생.
- 2011년 1월 29일 - 경상남도 양산시에서 돼지, 염소 총 251마리 구제역 발생(발생농가 가축 살처분하고 예방접종하지 않은 가축 살처분)
- 2011년 1월 24일 - 전날인 1월 23일에 이어 24일에도 김해시에서 돼지 구제역 발생. 충청남도 공주시에서도 돼지 구제역 발생.
- 2011년 1월 23일 - 경상북도 문경시에서 한우 구제역이, 경상남도 김해시에서는 돼지 구제역 발생.
- 2011년 1월 21일 - 충남 아산, 홍성, 경북 상주, 문경에서 한우 구제역 발생. 충남 천안에서는 돼지 구제역 발생.(돼지 구제역의 경우 예방접종후 14일이 경과된 모돈 중 감염 개체 및 예방접종 후 태어난 자돈을 전부 매몰, 비육돈은 농장 전체에 잇는 돼지를 매몰하고, 반경 내의 백신 미접종 돼지는 살처분)
- 2011년 1월 20일 - 충남 공주, 아산에서 한우 구제역 발생.
- 2011년 1월 19일 - 강원도 횡성의 축산기술연구센터에서 한우 구제역 발생(이때부터는 소의 경우 반경 500m 내 모든 가축을 살처분하는 것이 아니라 발생농가 감염 한우 살처분, 예방접종후 14일이 경과된 소의 경우 감염 개체 및 예방접종 후 태어난 송아지만 매몰 처분되고 반경 500m 이내 미접종 가축들만 매몰 처분됨) 충남 에산군에서 한우 구제역 발생하고, 경상북도 포항시에서 돼지 구제역 발생.
- 2011년 1월 18일 - 강원도 삼척, 영월에서 한우 구제역 발생. 살처분 규모 200만마리 돌파.
- 2011년 1월 17일 - 충청남도 예산군에서 돼지 구제역 발생. 대구광역시에서도 한우 구제역 발생.
- 2011년 1월 12일 ~ 15일 - 경상북도 영양군에서 한우 구제역 발생. 14일에는 경상북도 청송군에서 한우 구제역 발생하고, 15일 충청북도 제천시에서 한우 구제역 발생하는 등 잇따라 한우 구제역 확인.
- 2011년 1월 11일 - 충청북도 충주시에서 한우 구제역 발생. 이곳에서 12일(수)에도 한우 구제역 확인.
- 2011년 1월 10일 - 강원도 화천, 횡성에서 한우 구제역 발생. 봉화군에서는 돼지 구제역 발생.
- 2011년 1월 9일 - 강원도 춘천 및 경상북도 경주시, 봉화군에서 한우 구제역 발생. 이 날 봉화군에서는 돼지 구제역도 발생.
- 2011년 1월 8일 - 강원도 대화군, 경북 봉화군, 충북 청원군 등에서 대량으로 구제역 발생.
- 2011년 1월 7일 - 경상북도 포항시에서 한우 구제역 발생. 경기도 평택, 용인, 안성, 이천 및 강원도 철원에서 돼지 구제역 발생. (발생 농가 및 반경 500m 가축 살처분 조치됨) 살처분 규모 100만마리 돌파.
- 2011년 1월 6일 - 강원도 강릉시에서 한우 구제역 발생. 인천광역시 계양구에서 젖소 구제역 발생. 경기도 안성시와 화성시에서는 돼지 구제역 발생(발생 농가 및 반경 500m 가축 살처분 조치됨)
- 2011년 1월 5일 - 충북 음성에서 한우 10두 구제역 발생. 충남지역 및 경기도 안성에서 돼지 구제역 대량 발생.
- 2011년 1월 4일 - 강원도 춘천에서 한우 구제역 발생. 이날 발생한 구제역의 대부분 돼지였는데, 강원도 양양, 횡성과 경기 용인에서 1만마리 이상의 돼지 구제역 발생.
- 2011년 1월 3일 - 강원도 철원, 홍천에서 한우 구제역 발생. 경기도 의정부시에서도 구제역 발생. 충북 괴산에서는 돼지 구제역 발생.
- 2011년 1월 2일 - 강원도 춘천시에서 구제역 발생하고 경주시와 영천시에서도 다시 한우 구제역 발생. 충청남도 천안시에서는 젖소 구제역 발생.
- 2011년 1월 1일 - 충청남도 천안시에서 젖소, 돼지 구제역 발생. 경상북도 영천시에서도 구제역 3건 발생. 이외에도 경기도 광명시에서 한우 구제역이, 강원도에서 한우, 돼지 구제역이 대량으로 발생.

### 2010년 12월
- 2010년 12월 31일 - 경상북도 포항시, 강원도 양구군에서 한우 구제역 발생.
- 2010년 12월 30일 - 경상북도 영천시, 경주시 및 경기도 남양주시에서 한우 구제역 발생 (발생농가 및 반경 500m 이내 구제역 감염 가축 모두 살처분). 강원도 횡성에서는 돼지 구제역 발생.
- 2010년 12월 29일 - 구제역 위기경보 심각으로 격상. 강원도 홍천군에서 구제역 발생.
- 2010년 12월 27일 - 경상북도 영주시에서 돼지 구제역 대량으로 발생. 강원도에서는 춘천시, 홍천군, 횡성군 등에서 한우 구제역 대량으로 발생함(발생농가 및 반경 500m 이내 구제역 감염 가축 모두 살처분).
- 2010년 12월 26일 - 인천광역시 서구 오류동서 돼지 구제역 발생.
- 2010년 12월 25일 - 경기도 여주에서 한우 구제역 발생.
- 2010년 12월 24일 - 강원도 철원군에서 구제역 발생.
- 2010년 12월 23일 - 강원도 횡성에서 돼지 대량으로 구제역 발생하고 한우에서도 구제역 발생. 인천광역시 강화군에서도 돼지 구제역 확인됨.
- 2010년 12월 22일 - 강원도 일대에서 한우 구제역 4건 발생.
- 2010년 12월 21일 - 구제역이 강원도에서도 확인됨. 이날 경기도 연천군과 김포시에서 돼지 구제역이, 포천시와 강원도 화천군, 평창군에서는 한우 구제역 발생.
- 2010년 12월 20일 - 가평군에서 한우 구제역 발생.
- 2010년 12월 19일 - 고양시에서 구제역 발생.
- 2010년 12월 18일 - 파주시에서 한우 구제역 발생.
- 2010년 12월 15일 - 구제역 위기경보 경계로 격상. 파주시에서 젖소 구제역 확인됨.
- 2010년 12월 14일 - 경기도에서 돼지 구제역 확인됨. 영양군에서도 한우 구제역 발생.
- 2010년 12월 10일 - 경상북도 영주시에서 한우 구제역 발생.
- 2010년 12월 6일 - 경상북도 영양군에서 한우 구제역 발생.
- 2010년 12월 4일 - 구제역이 예천군에서도 추가발생. 영주시에서도 구제역 의심신고 들어왔으나 음성 판정.
- 2010년 12월 3일 - 경상북도 안동시에서 한우 구제역 10건 발생.
- 2010년 12월 2일 - 경상북도 안동시에서 한우 및 돼지 구제역 총 12건 발생. 한편, 청송군에서도 구제역 의심신고 들어왔으나 음성 판정.
- 2010년 12월 1일 - 경상북도 안동시에서 한우 구제역 3건 발생.

### 2010년 11월
- 2010년 11월 30일 - 경상북도 영양군에서 한우 구제역 의심신고 들어왔으나 음성 판정.
- 2010년 11월 29일 - 경상북도 안동시에서 한우 구제역 발생.
- 2010년 11월 28일 - 경상북도 안동시 와룡면에서 돼지 구제역 발생.[3]

## 유전자 동일
이 구제역 바이러스는 2010년 4월~7월 일본 미야자키현에서 일어났던 구제역 바이러스와 유전적으로 99% 이상 동일하다.

## 피해 규모
2011년 1월 9일 오전 8시 현재 매몰 대상은 약 120만여두로 증가하였으며, 백신접종 대상은 소 217만3000마리, 돼지 61만1000마리 등 모두 278만4000마리로 늘어났다. 구제역은 전국적으로 호남, 제주 지방을 제외하고 전지역으로 확대되었다. 이로 인해 돼지고기 등의 가격은 폭등하였다. 이로써 생매장된 가축의 피로 지하수가 오염이 될 우려가 있다.

### 지하수 문제
죽은 가축을 땅에 무더기로 묻는 경향이 있어 밑에 있는 지하수가 암갈색으로 변해 악취 문제가 생겼다.
그러나 우려했던 것과는 달리 구제역 가축 매몰지 인근 학교의 지하수 수질 조사결과 침출수로 인한 오염은 없는 것으로 나타났으며, 경기도내 구제역 매몰지 주변 지하수에 대한 수질조사 결과에서도 오염된 지하수는 파악되지 않는 등 침출수로 인한 지하수 오염은 발생하지 않았다.

## 정부 대처에 대한 비판
구제역이 확산되는 데에는 여러 원인이 있으나, 밀집사육과 정부의 방역활동에 구멍이 뚫렸다는 비판이 제기되고 있다. 2010년 12월, 경북 안동에서 구제역이 최초로 신고된 것은 지난해 11월 23일이었지만, 방역 당국은 이를 29일에야 확인해 초기 대응에서 미흡했다는 지적이 제기된다. 또한 정부가 구제역 청정국 지위를 유지하려 구제역이 발생하고도 1개월 가량이나 백신 접종을 미뤄 구제역은 더욱 확산됐다. 구제역 확산으로 인해 2011년 1월 현재 1조 2000억원 이상의 예산이 구제역 방역에 들어가고 있다.
구제역이 치료를 통해 나을 수 있는 질병임에도 불구하고 국제적으로 청정국 지위를 얻기 위해 무조건 살처분을 하는데 대한 비판도 나왔으나, 매몰처분이 가장 신속하게 구제역 바이러스 확산을 차단할 수 있는 방법이며, 구제역 발생 초기에는 일본, 영국 등 대부분의 선진국에서도 매몰처분 정책을 우선적으로 실시하고 있는 것으로 알려지고 있다. 구제역 확산을 막기 위한 인력이 부족해 공무원이 과로사하거나, 안전사고로 숨지는 일도 벌어지고 있다. 살처분시 지침상으로는 안락사시킨 후에 매몰하도록 되어 있으나, 비용과 시간을 절감하고자 산 채로 묻는 경우도 많아 비판이 제기되기도 했다. 민주당 이미경 의원은 돼지들이 생매장되는 모습을 담은 사진을 폭로하면서 논란의 불씨를 지폈다. 또한 매몰지역의 관리가 허술해 바이러스 확산을 방치한다는 지적도 제기됐다. 또한 매몰할 때 비닐에 싸서 매몰한 후 비닐을 뚫고 나온 침출수가 2차 오염의 원인이 되기도 했다. 김포에서 사람이 먹는 식수가 오염되는 사례가 나오기도 했다. 이렇듯 매몰지역에 대한 2차오염에 대한 우려가 확산되자, 정부는 2011년 2월 15일 첨단 오염감지기를 활용한 매몰지 24시간 점검체계 도입을 골자로 하는 '가축 매몰지 관리 종합대책'을 마련하고, 이명박 대통령은 2011년 3월 말까지 매몰지 정비 문제를 완결하도록 지시하는 등 매몰지 사후관리에 만전을 기하고 있다.

## 후속 조치
2011년 1월 28일 구제역 파문에 대해서 유정복 농림수산식품부 장관이 구제역 종식 후 물러나기로 하고 사퇴 의사를 밝혔다.

## 방송
- SBS 《뉴스추적》 소의 눈물, 구제역의 진실 2011년 1월 19일
- KBS 《추적60분》 구제역 확산, 예고된 재앙이었나 2011년 1월 19일
- MBC 《PD수첩》 구제역 대재앙 2011년 1월 25일
- MBC 《PD수첩》 구제역 대재앙, 그 후 2011년 3월 1일
- EBS 《지식채널e》 젖소의 탈출 2011년 1월 11일